# Opel Astra L
Der Opel Astra L ist ein Fahrzeug der Kompaktklasse des Automobilherstellers Opel und das Nachfolgemodell des Astra K. Im Vereinigten Königreich wird er als Vauxhall Astra vermarktet. Er wird seit 2022 gebaut.

## Geschichte
Offiziell vorgestellt wurde die Baureihe als fünftüriges Schrägheck-Modell am 13. Juli 2021, nachdem in den Wochen vorher bereits Detailaufnahmen veröffentlicht worden waren. Außerdem hatte die Motorpresse schon über Testfahrten mit Vorserienmodellen berichtet. Die Produktion der Serienfahrzeuge begann im Januar 2022 in Rüsselsheim am Main. Die Markteinführung erfolgte am 7. Mai 2022. Die Kombiversion Sports Tourer wurde am 1. Dezember 2021 präsentiert. Ihre Markteinführung erfolgte am 15. Oktober 2022. Den sportlicher gestalteten GSe präsentierte Opel sowohl als Schrägheck als auch als Kombi im September 2022. Er kam im Januar 2023 in den Handel. Im Juni 2023 folgte der elektrisch angetriebene Astra Electric als erste elektrisch angetriebene Version des Astra.

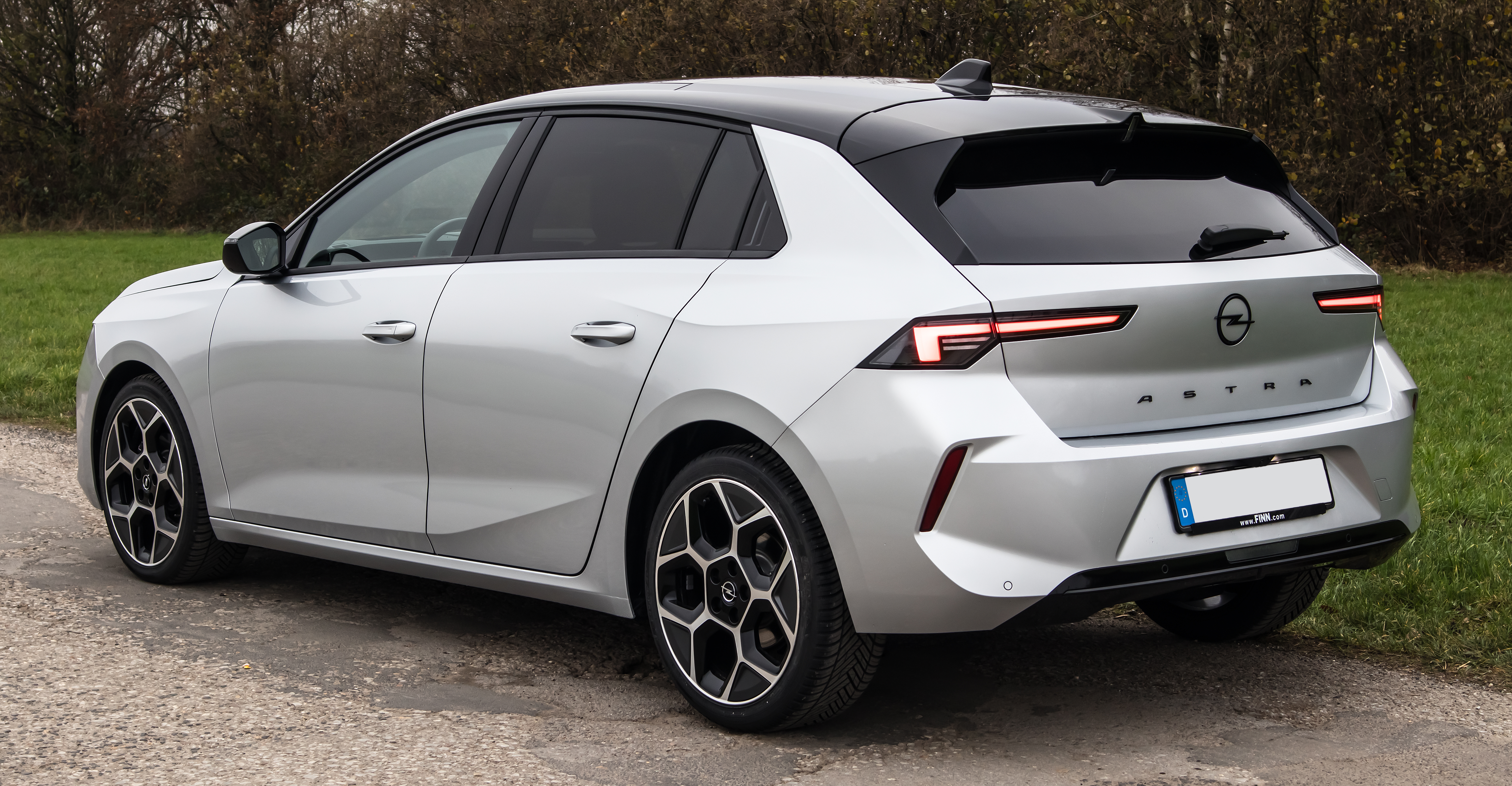
Heckansicht
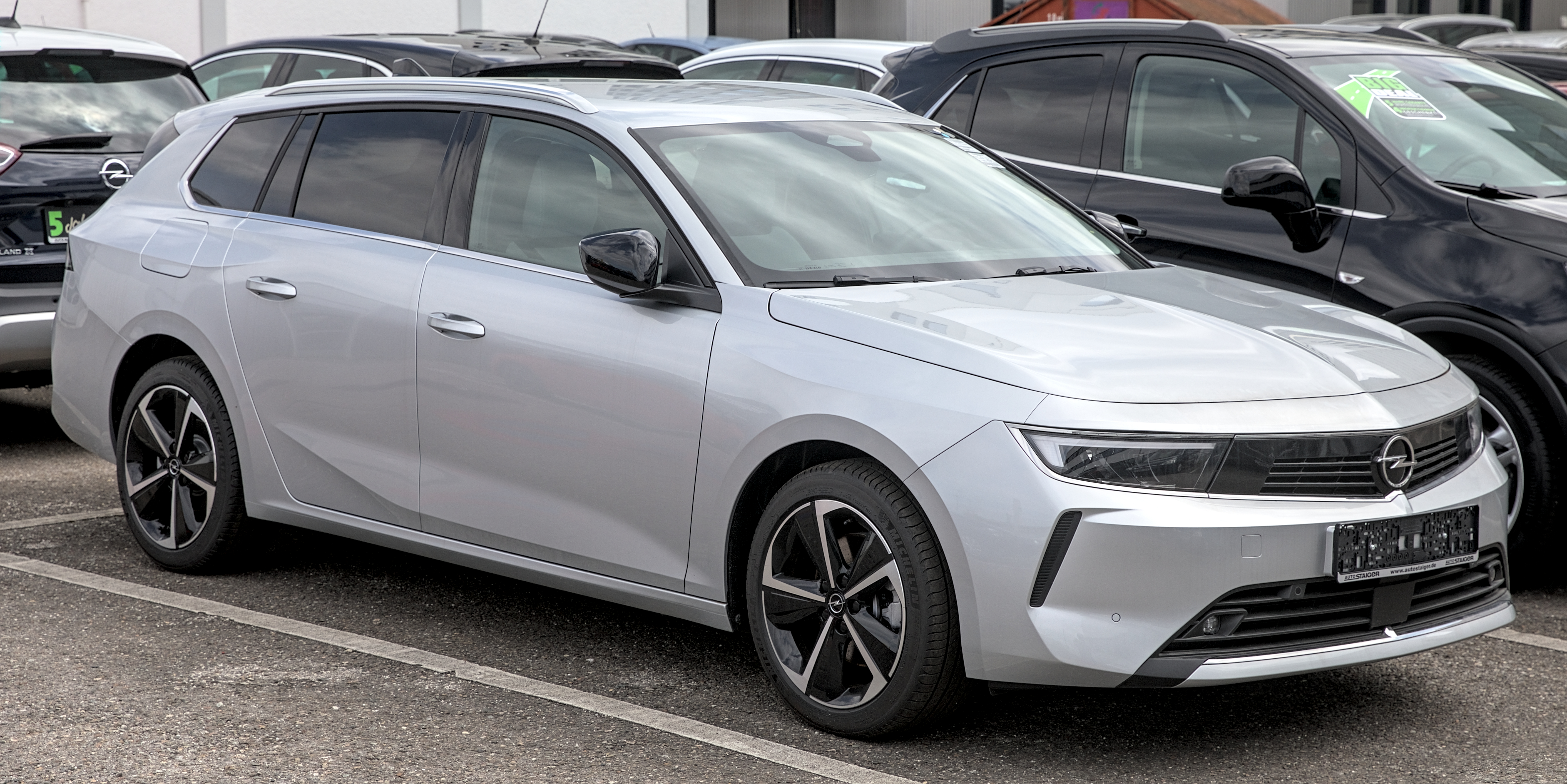
Opel Astra L Sports Tourer (seit 2022)
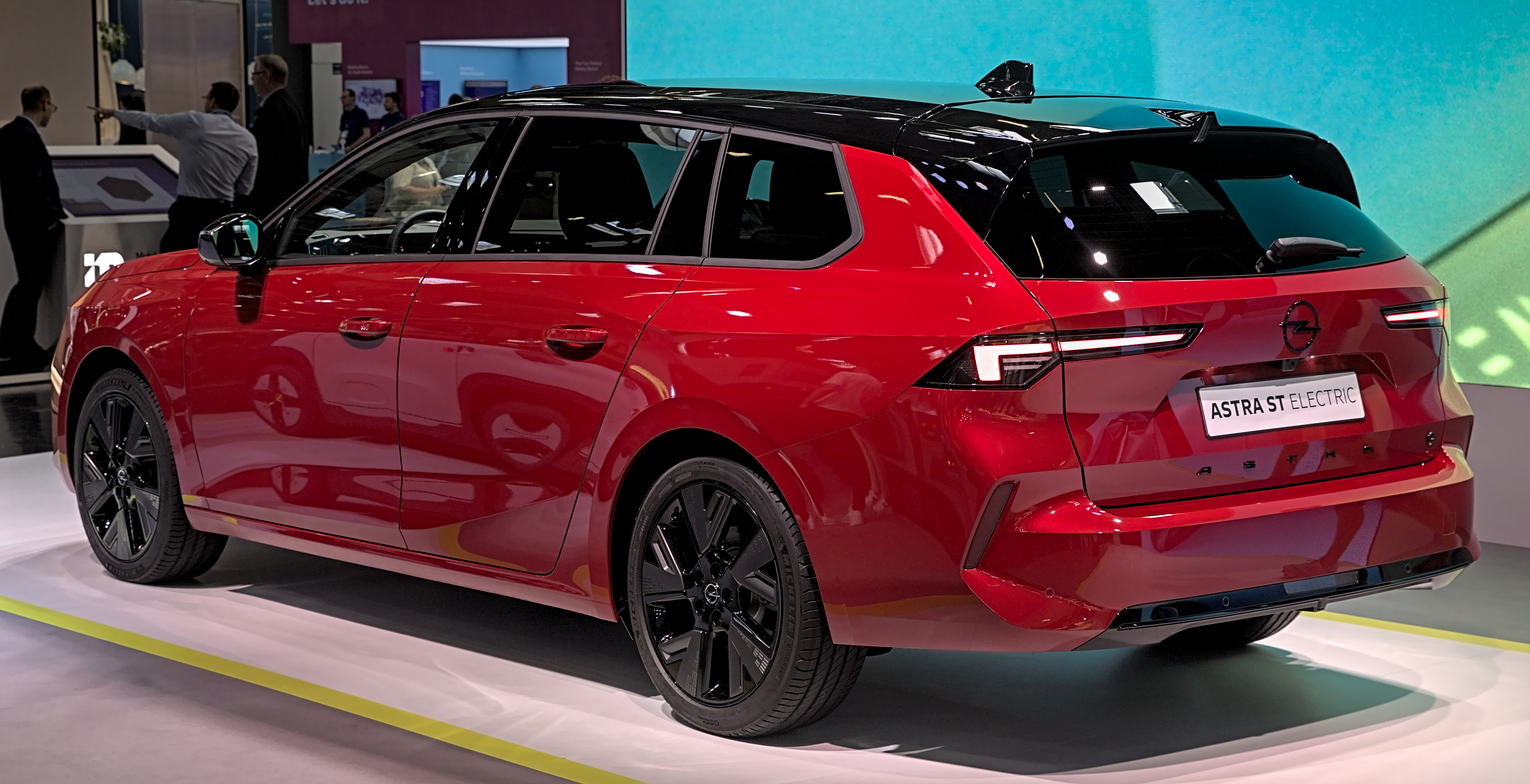
Heckansicht
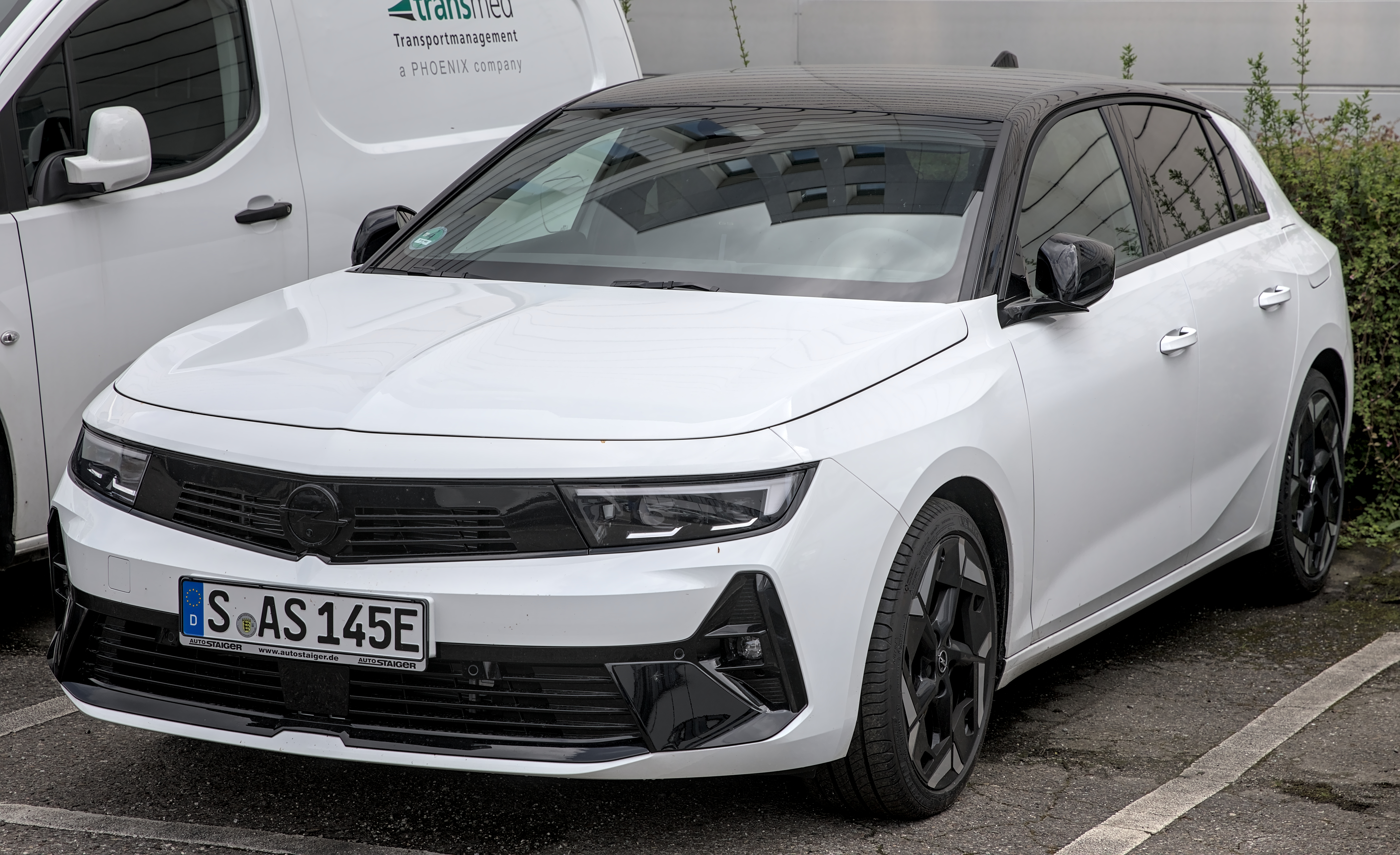
Opel Astra L GSe (seit 2023)
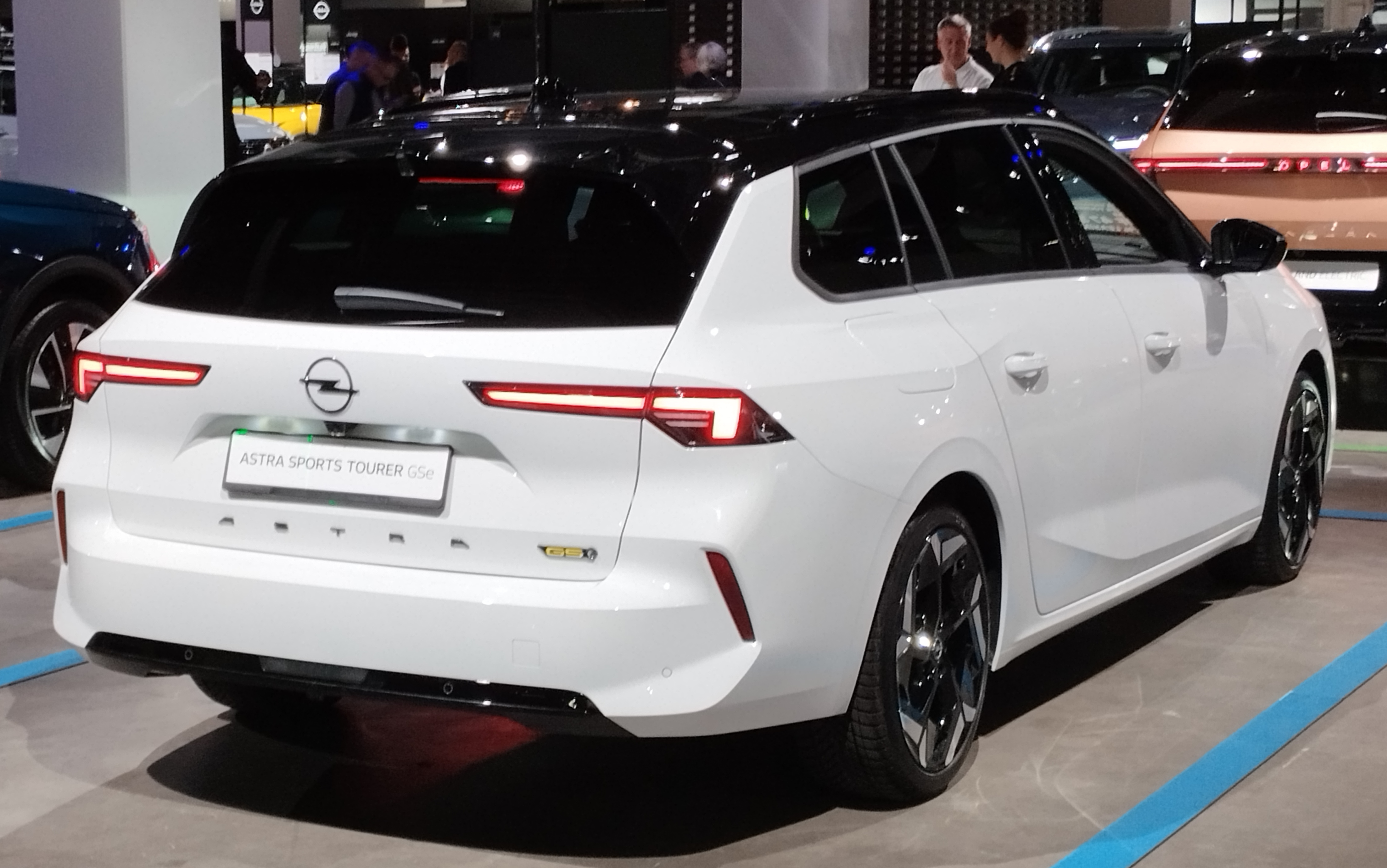
Opel Astra L Sports Tourer GSe (seit 2023)
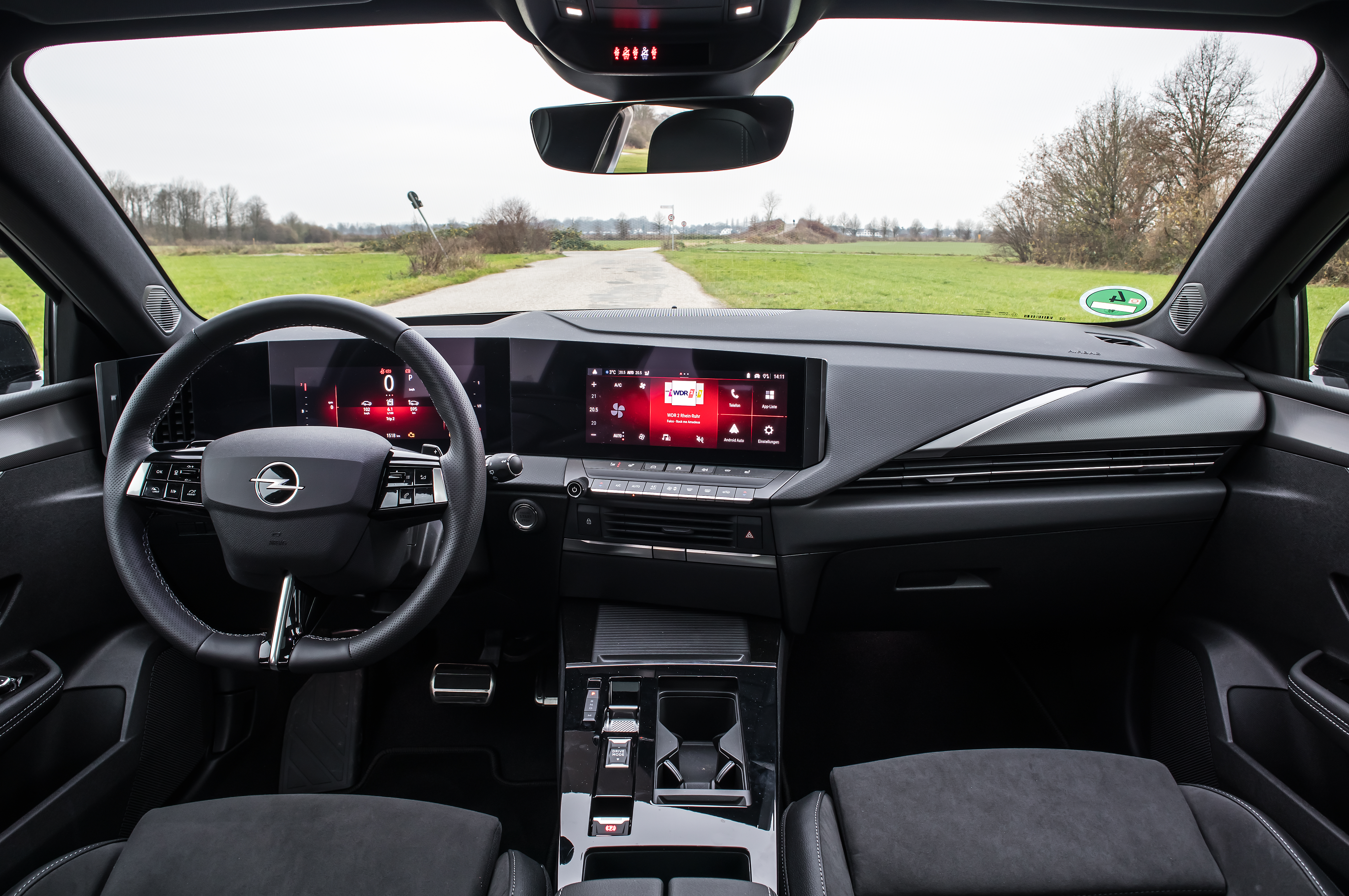
Innenansicht
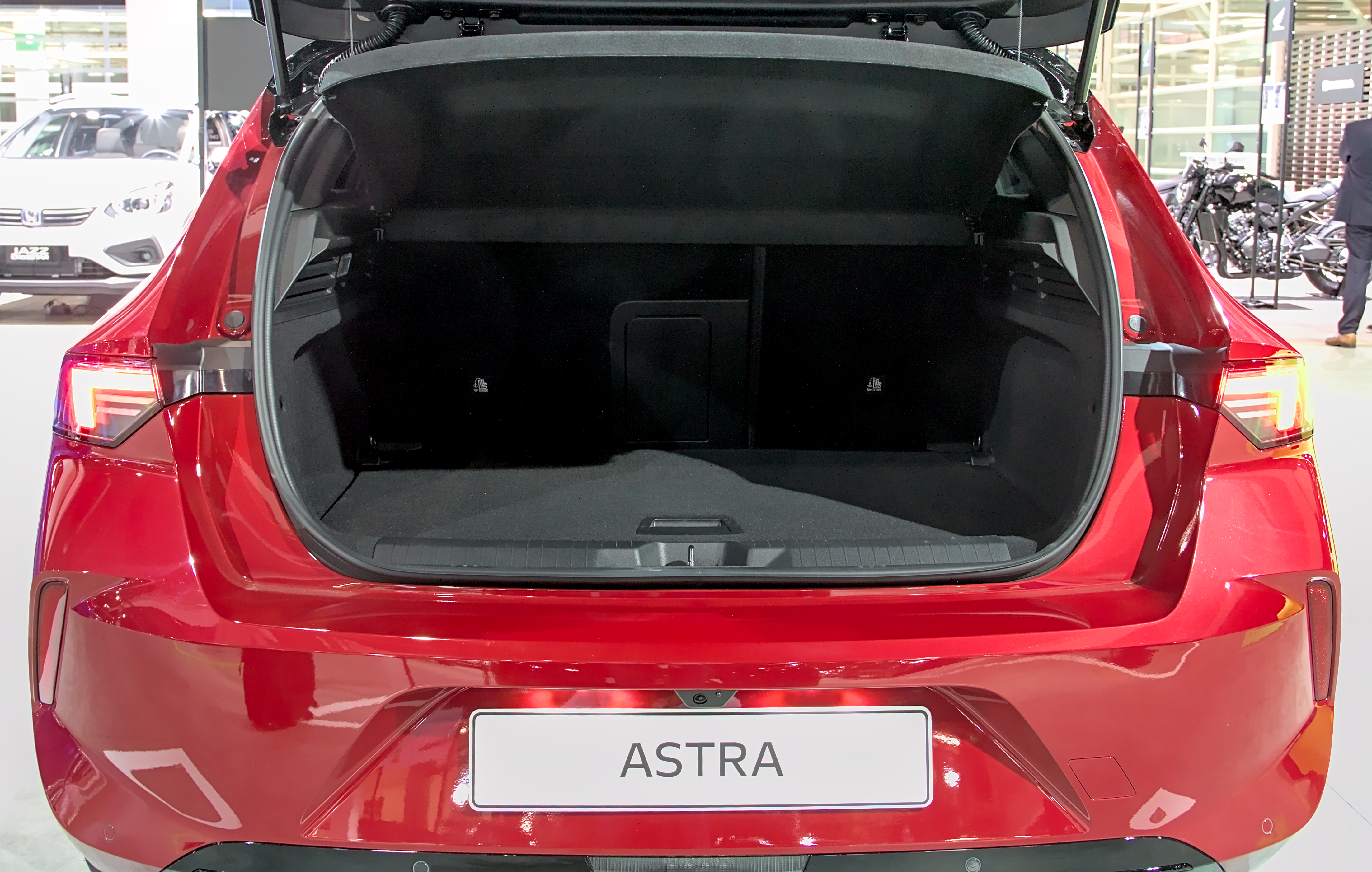
Kofferraum Astra mit Verbrennungsmotor
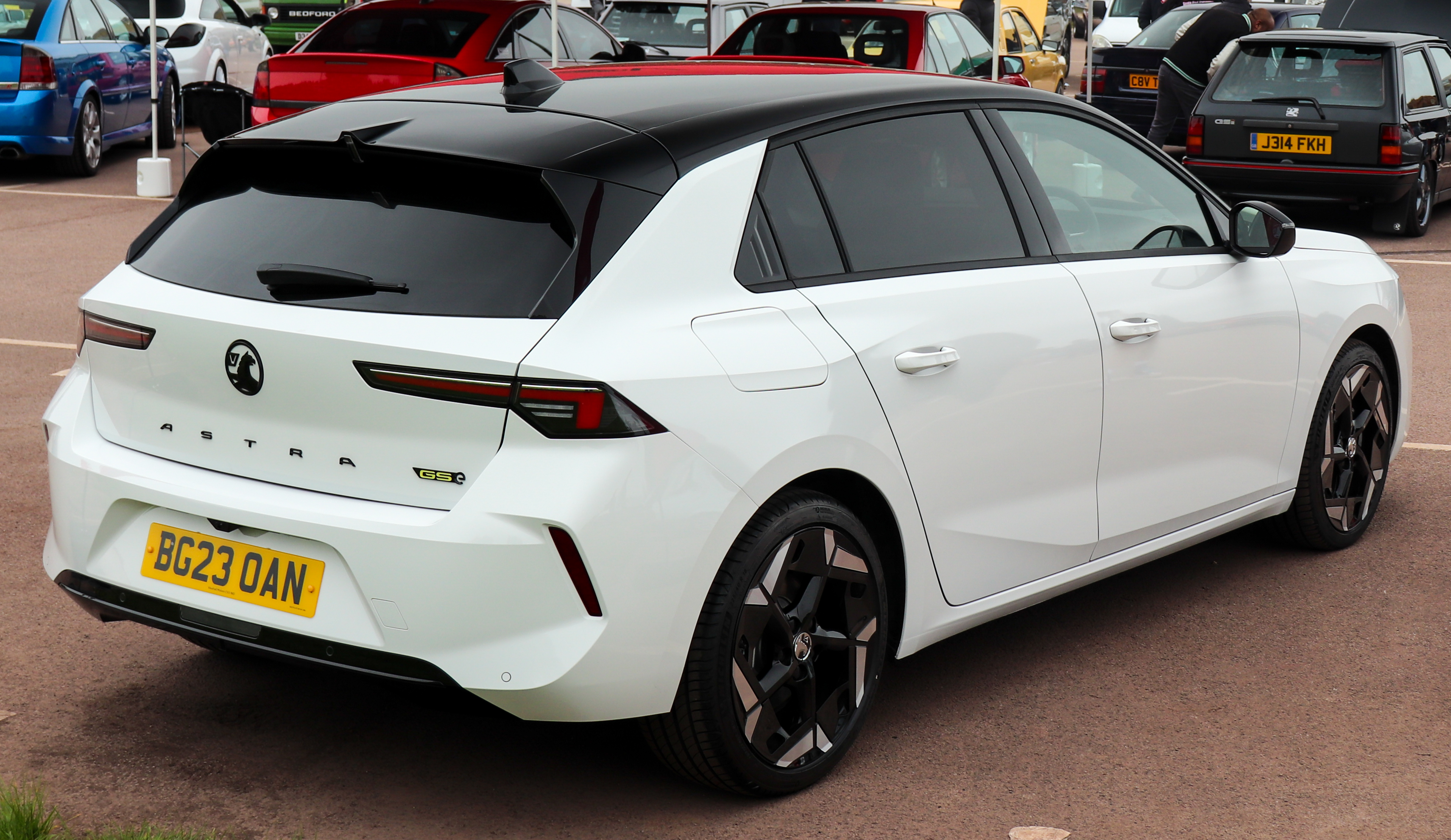
In Großbritannien: Vauxhall Astra

## Entwicklung
Nach dem Verkauf Opels von General Motors an den französischen PSA-Konzern konnte der neue Astra auf der PSA EMP2-Plattform entwickelt werden. Damit ist die Baureihe in weiten Teilen mit dem in Mülhausen gebauten Peugeot 308 III und dem ebenfalls in Rüsselsheim am Main hergestellten DS 4 baugleich.
Die äußere Form des Astra L orientiert sich am aktuellen Opel-Design, das beispielsweise die „Vizor“ (dt. Visier) genannte Frontpartie umfasst, die 2018 mit dem Konzeptfahrzeug Opel GT X Experimental vorgestellt wurde und erstmals beim Opel Mokka B in einem Produktionsfahrzeug Verwendung fand. Auch die in der Mitte der Heckklappe angebrachte Modellbezeichnung ist von anderen Opel-Baureihen bekannt.

## Sicherheit
Im Frühjahr 2022 wurde der Astra vom Euro NCAP auf die Fahrzeugsicherheit getestet. Er erhielt vier von fünf möglichen Sternen. Kritisiert wurden ein durchschnittlicher Schutz vor Brustverletzungen sowie ein fehlender Airbag in der Mitte, der den Zusammenprall zwischen Fahrer und Beifahrer verhindern könnte.

## Technik
Das Fahrwerk hat vorn MacPherson-Federbeine, hinten eine Verbundlenkerachse.
Als Antrieb standen zum Marktstart wie beim 308 III zwei Ottomotoren, ein Dieselmotor und zwei Plug-in-Hybride zur Auswahl. Seit Februar 2024 gibt es außerdem eine 48-V-Mild-Hybrid-Variante, bei der der 1,2 Liter-Ottomotor mit einem elektrifizierten 6-Stufen-Doppelkupplungsgetriebe gekoppelt ist. Seit Juli 2025 haben die Plug-in-Hybride einen größeren Akku. Außerdem steigt die maximale Leistung des Elektromotors.

### Astra Electric
Der im französischen Werk Trémery in einem Joint Venture mit Nidec gefertigte M3-Motor des Astra Electric leistet bis zu 115 kW (156 PS) bei 400 Volt. Dabei handelt es sich um einen Hybrid-Synchronmotor mit Permanentmagneten, bei dem außer der Lorentzkraft auch die Reluktanz genutzt wird. Die Energie wird in einem in zwei Segmenten im Unterboden platzierten, auf NMC-811-Zellen basierenden 54-kWh-Akku mit 51 kWh nutzbarer Kapazität gespeichert. Der Akku besteht aus 17 Modulen und insgesamt 102 prismatischen Batteriezellen von CATL. Geladen wird die Batterie entweder über einen dreiphasigen AC-Onboard-Lader mit 11 kW Leistung oder über einen DC-CCS2-HPC-Anschluss, der in der Spitze der Ladekurve 100 kW Ladeleistung erlaubt.

## Technische Daten
Der Kofferraum fasst bei den Hybrid- und elektrischen Modellen ohne Umklappen der Rückbank 352 l, maximal werden es 1268 l beziehungsweise 516 bis 1553 l für die Kombiversion. Bei den Versionen mit Verbrennungsmotor sind es bei der Kombilimousine 422 bis 1339 l und beim Kombi 597 bis 1634 l.
|                                                                       | 1.2 Turbo                   | 1.2 Turbo                   | 1.2 Turbo                         | 1.2 Turbo                    | 1.2 Hybrid                     | 1.2 Hybrid                     | Plug-in-Hybrid 1.6 Turbo         | Plug-in-Hybrid 1.6 Turbo         | Plug-in-Hybrid 1.6 Turbo         | Plug-in-Hybrid 1.6 Turbo GSe     | Plug-in-Hybrid 1.6 Turbo GSe     | Plug-in-Hybrid 1.6 Turbo GSe     | 1.5 Diesel                          | 1.5 Diesel                     | Electric                                        |
| --------------------------------------------------------------------- | --------------------------- | --------------------------- | --------------------------------- | ---------------------------- | ------------------------------ | ------------------------------ | -------------------------------- | -------------------------------- | -------------------------------- | -------------------------------- | -------------------------------- | -------------------------------- | ----------------------------------- | ------------------------------ | ----------------------------------------------- |
| Bestellzeitraum                                                       | 01/2022–10/2023             | 10/2023–12/2024             | 01/2022–10/2023                   | seit 10/2023                 | 02/2024–03/2025                | seit 03/2025                   | 01/2022–10/2023                  | 10/2023–07/2025                  | seit 07/2025                     | 01/2023–10/2023                  | 10/2023–07/2025                  | seit 07/2025                     | 01/2022–10/2023                     | seit 10/2023                   | seit 06/2023                                    |
| Motorkenndaten                                                        |                             |                             |                                   |                              |                                |                                |                                  |                                  |                                  |                                  |                                  |                                  |                                     |                                |                                                 |
| Motortyp                                                              | R3-Ottomotor                | R3-Ottomotor                | R3-Ottomotor                      | R3-Ottomotor                 | R3-Ottomotor                   | R3-Ottomotor                   | R4-Ottomotor + Elektromotor      | R4-Ottomotor + Elektromotor      | R4-Ottomotor + Elektromotor      | R4-Ottomotor + Elektromotor      | R4-Ottomotor + Elektromotor      | R4-Ottomotor + Elektromotor      | R4-Dieselmotor                      | R4-Dieselmotor                 | Elektromotor (Permanentmagnet-Synchronmaschine) |
| Gemischaufbereitung                                                   | Direkteinspritzung          | Direkteinspritzung          | Direkteinspritzung                | Direkteinspritzung           | Direkteinspritzung             | Direkteinspritzung             | Direkteinspritzung               | Direkteinspritzung               | Direkteinspritzung               | Direkteinspritzung               | Direkteinspritzung               | Direkteinspritzung               | Common-Rail-Direkteinspritzung      | Common-Rail-Direkteinspritzung | —                                               |
| Motoraufladung                                                        | Turbolader                  | Turbolader                  | Turbolader                        | Turbolader                   | Turbolader                     | Turbolader                     | Turbolader                       | Turbolader                       | Turbolader                       | Turbolader                       | Turbolader                       | Turbolader                       | Turbolader                          | Turbolader                     | —                                               |
| Hubraum                                                               | 1199 cm³                    | 1199 cm³                    | 1199 cm³                          | 1199 cm³                     | 1199 cm³                       | 1199 cm³                       | 1598 cm³                         | 1598 cm³                         | 1598 cm³                         | 1598 cm³                         | 1598 cm³                         | 1598 cm³                         | 1498 cm³                            | 1498 cm³                       | —                                               |
| max. Leistung                                                         | 81 kW (110 PS) bei 5500/min | 81 kW (110 PS) bei 5500/min | 96 kW (130 PS) bei 5500/min       | 96 kW (130 PS) bei 5500/min  | 100 kW (136 PS) bei 5500/min   | 107 kW (145 PS) bei 5500/min   | 133 kW (180 PS) bei 6000/min (1) | 133 kW (180 PS) bei 6000/min (1) | 144 kW (196 PS) bei 5500/min (2) | 165 kW (225 PS) bei 6000/min (3) | 165 kW (225 PS) bei 6000/min (3) | 165 kW (225 PS) bei 5500/min (4) | 96 kW (130 PS) bei 3750/min         | 96 kW (130 PS) bei 3750/min    | 115 kW (156 PS) bei 4070–7500/min               |
| max. Drehmoment                                                       | 205 Nm bei 1750/min         | 205 Nm bei 1750/min         | 230 Nm bei 1750/min               | 230 Nm bei 1750/min          | 230 Nm bei 1750/min            | 230 Nm bei 1750/min            | 360 Nm bei 1750/min (5)          | 360 Nm bei 1750/min (5)          | 360 Nm bei 1750/min (5)          | 360 Nm bei 1750/min (5)          | 360 Nm bei 1750/min (5)          | 360 Nm bei 1750/min (5)          | 300 Nm bei 1750/min                 | 300 Nm bei 1750/min            | 270 Nm bei 500–4060/min                         |
| Kraftübertragung                                                      |                             |                             |                                   |                              |                                |                                |                                  |                                  |                                  |                                  |                                  |                                  |                                     |                                |                                                 |
| Antrieb                                                               | Vorderradantrieb            | Vorderradantrieb            | Vorderradantrieb                  | Vorderradantrieb             | Vorderradantrieb               | Vorderradantrieb               | Vorderradantrieb                 | Vorderradantrieb                 | Vorderradantrieb                 | Vorderradantrieb                 | Vorderradantrieb                 | Vorderradantrieb                 | Vorderradantrieb                    | Vorderradantrieb               | Vorderradantrieb                                |
| Getriebe, serienmäßig                                                 | 6-Gang-Schaltgetriebe       | 6-Gang-Schaltgetriebe       | 6-Gang-Schaltgetriebe             | 6-Gang-Schaltgetriebe        | 6-Gang-Doppelkupplungsgetriebe | 6-Gang-Doppelkupplungsgetriebe | 8-Stufen-Automatikgetriebe       | 8-Stufen-Automatikgetriebe       | 7-Gang-Doppelkupplungsgetriebe   | 8-Stufen-Automatikgetriebe       | 8-Stufen-Automatikgetriebe       | 7-Stufen-Doppelkupplungsgetriebe | 6-Gang-Schaltgetriebe               | 8-Stufen-Automatikgetriebe     | 1-Gang-Reduktionsgetriebe                       |
| Getriebe, optional                                                    | —                           | —                           | (8-Stufen-Automatikgetriebe)      | (8-Stufen-Automatikgetriebe) | —                              | —                              | —                                | —                                | —                                | —                                | —                                | —                                | (8-Stufen-Automatikgetriebe)        | —                              | —                                               |
| Antriebsbatterie                                                      |                             |                             |                                   |                              |                                |                                |                                  |                                  |                                  |                                  |                                  |                                  |                                     |                                |                                                 |
| Energieinhalt, brutto / netto                                         | —                           | —                           | —                                 | —                            | 0,9 kWh / 0,4 kWh              | 0,9 kWh / 0,4 kWh              | 12,4 kWh / 11,3 kWh              | 12,4 kWh / 11,3 kWh              | 17,2 kWh                         | 12,4 kWh / 11,3 kWh              | 12,4 kWh / 11,3 kWh              | 17,2 kWh                         | —                                   | —                              | 54 kWh / 50,8 kWh                               |
| Messwerte                                                             |                             |                             |                                   |                              |                                |                                |                                  |                                  |                                  |                                  |                                  |                                  |                                     |                                |                                                 |
| Leergewicht, Schrägheck                                               | 1332 kg                     | 1332 kg                     | 1341 kg (1371 kg)                 | 1341 kg (1371 kg)            | 1454 kg                        | 1454 kg                        | 1678 kg                          | 1678 kg                          | 1682 kg                          | 1703 kg                          | 1703 kg                          | 1706 kg                          | 1424 kg (1438 kg)                   | 1438 kg                        | 1736 kg                                         |
| Leergewicht, Kombi                                                    | 1376 kg                     | 1376 kg                     | 1394 kg (1421 kg)                 | 1394 kg (1421 kg)            | 1502 kg                        | 1502 kg                        | 1717 kg                          | 1717 kg                          | 1736 kg                          | 1746 kg                          | 1746 kg                          | 1757 kg                          | 1470 kg (1483–1592 kg)              | 1483 kg                        | 1760–1785 kg                                    |
| Höchstgeschwindigkeit, Schrägheck                                     | 199 km/h                    | 199 km/h                    | 210 km/h (210 km/h)               | 210 km/h (210 km/h)          | 210 km/h                       | 210 km/h                       | 225 km/h                         | 225 km/h                         | 225 km/h                         | 235 km/h                         | 235 km/h                         | 235 km/h                         | 209 km/h (209 km/h)                 | 209 km/h                       | 170 km/h                                        |
| Höchstgeschwindigkeit, Kombi                                          | 199 km/h                    | 199 km/h                    | 210 km/h (210 km/h)               | 210 km/h (210 km/h)          | 210 km/h                       | 210 km/h                       | 225 km/h                         | 225 km/h                         | 225 km/h                         | 235 km/h                         | 235 km/h                         | 235 km/h                         | 209 km/h (208 km/h)                 | 208 km/h                       | 170 km/h                                        |
| Beschleunigung, 0–100 km/h, Schrägheck                                | 10,5 s                      | 10,5 s                      | 9,7 s (9,7 s)                     | 9,7 s (9,7 s)                | 9,0 s                          | 9,0 s                          | 7,6 s                            | 7,6 s                            | 7,6 s                            | 7,5 s                            | 7,5 s                            | 7,5 s                            | 10,6 s (10,6 s)                     | 10,6 s                         | 9,2 s                                           |
| Beschleunigung, 0–100 km/h, Kombi                                     | 10,8 s                      | 10,8 s                      | 10,0 s (9,9 s)                    | 10,0 s (9,9 s)               | 9,3 s                          | 9,3 s                          | 7,7 s                            | 7,7 s                            | 7,7 s                            | 7,6 s                            | 7,6 s                            | 7,6 s                            | 10,8 s (11,0 s)                     | 11,0 s                         | 9,3 s                                           |
| Kraftstoff-/Energieverbrauch auf 100 km (kombiniert) WLTP, Schrägheck | 5,5–5,6 l Super             | 5,5 l Super                 | 5,5–5,7 l Super (5,6–5,8 l Super) | 5,7 l Super                  | 4,7–5,0 l Super                | 4,7–5,0 l Super                | 1,0–1,1 l Super 14,0–14,4 kWh    | 1,1–1,2 l Super 16,0–16,2 kWh    | 2,2–2,3 l Super 12,7–12,9 kWh    | 1,1–1,2 l Super 15,0–15,3 kWh    | 1,3 l Super 17,5 kWh             | 2,3 l Super 12,9 kWh             | 4,3–4,5 l Diesel (4,8–5,0 l Diesel) | 4,8–5,0 l Diesel               | 14,8–15,5 kWh                                   |
| Kraftstoff-/Energieverbrauch auf 100 km (kombiniert) WLTP, Kombi      | 5,6–5,7 l Super             | 5,7 l Super                 | 5,6–5,8 l Super (5,7–6,0 l Super) | 5,8 l Super                  | 4,8–5,1 l Super                | 4,8–5,1 l Super                | 1,0–1,1 l Super 14,1–14,5 kWh    | 1,3 l Super 16,1–16,4 kWh        | 2,3–2,4 l Super 12,9–13,1 kWh    | 1,1–1,2 l Super 15,1–15,4 kWh    | 1,3 l Super 17,6 kWh             | 2,4 l Super 13,0 kWh             | 4,4–4,6 l Diesel (4,9–5,1 l Diesel) | 4,9–5,1 l Diesel               | 15,0–15,8 kWh                                   |
| CO2-Emission (kombiniert) WLTP, Schrägheck                            | 123–127 g/km                | 126 g/km                    | 123–128 g/km (125–130 g/km)       | 129 g/km                     | 106–111 g/km                   | 106–111 g/km                   | 23–24 g/km                       | 28–29 g/km                       | 50–52 g/km                       | 25–26 g/km                       | 29–30 g/km                       | 52 g/km                          | 113–119 g/km (127–131 g/km)         | 126–132 g/km                   | —                                               |
| CO2-Emission (kombiniert) WLTP, Kombi                                 | 127–129 g/km                | 128 g/km                    | 126–132 g/km (128–134 g/km)       | 132 g/km                     | 108–114 g/km                   | 108–114 g/km                   | 23–25 g/km                       | 29–30 g/km                       | 51–54 g/km                       | 25–26 g/km                       | 29–30 g/km                       | 53 g/km                          | 116–120 g/km (129–135 g/km)         | 129–134 g/km                   | —                                               |
| Tankinhalt                                                            | 52 l                        | 52 l                        | 52 l                              | 52 l                         | 42 l                           | 42 l                           | 42 l                             | 42 l                             | 42 l                             | 42 l                             | 42 l                             | 42 l                             | 52 l                                | 52 l                           | —                                               |
| Elektrische Reichweite nach WLTP, Schrägheck                          | —                           | —                           | —                                 | —                            | —                              | —                              | 66–67 km                         | 56–57 km                         | 83 km                            | 63–64 km                         | 57 km                            | 82 km                            | —                                   | —                              | 398–418 km                                      |
| Elektrische Reichweite nach WLTP, Kombi                               | —                           | —                           | —                                 | —                            | —                              | —                              | 66 km                            | 57 km                            | 82 km                            | 62–63 km                         | 57 km                            | 81 km                            | —                                   | —                              | 413 km                                          |
| Abgasnorm nach EU-Klassifikation                                      | Euro 6d                     | Euro 6e                     | Euro 6d                           | Euro 6e                      | Euro 6e                        | Euro 6e                        | Euro 6d                          | Euro 6e                          | Euro 6e                          | Euro 6d                          | Euro 6e                          | Euro 6e                          | Euro 6d                             | Euro 6e                        | —                                               |